# Зухарь, Владимир Петрович
Владимир Петрович Зухарь (иногда Зухар или Сухар, 1 мая 1924—2005) — советский врач-психиатр, доктор медицинских наук, военный и клинический психолог, парапсихолог и гипнотизёр. Один из крупнейших советских специалистов по гипнозу. 
Полковник медицинской службы, главный психиатр Балтийского флота. Несколько десятилетий сотрудничал в Центре космической медицины. В 1973—1980 годах заведующий лабораторией экспериментальной патопсихологии московского НИИ психиатрии Минздрава РСФСР. 
Психолог чемпиона мира по шахматам Анатолия Карпова в 1963-1981 годах, начиная с 12-летнего возраста и заканчивая победными матчами за мировую шахматную корону. 
Психологические приёмы и поведение доктора медицины и психиатра Владимира Зухаря на историческом матче на первенство мира Карпов — Корчной на Филиппинах (1978) породили общественную дискуссию об этике и границах дозволенного для психологов в спорте высших достижений, влиянии спортивного психолога на результат крупного международного состязания.

## Образование, служба на флоте, медицинская карьера
Владимир Зухарь родился 1 мая 1924 года в посёлке при железнодорожном разъезде Угольское в Ярославской области (ныне Костромская область). Детство прошло в Череповце Вологодской области, где Зухарь окончил среднюю школу. Учился в Военно-морской академии в Ленинграде, откуда 8 сентября 1942 года был призван в армию. Награждён медалью «За боевые заслуги». Окончив академию, занимался научной работой, специализировался в психиатрии. Защитил кандидатскую диссертацию, затем докторскую, служил на Балтийском флоте в должности главного психиатра флота. Полковник медицинской службы. Работал в Центре космической медицины. В 1973 году назначен заведующим лаборатории экспериментальной патопсихологии московского НИИ психиатрии Минздрава РСФСР (сменил С. Я. Рубинштейн); в 1980 году лаборатория была расформирована, а Зухарь уволен. В течение жизни работал также как практикующий врач, консультировал пациентов по психиатрическим проблемам. В последние 15 лет жизни Зухарь отошёл от дел, много болел, скончался в 2005 году в возрасте 81 года.

## События на шахматном матче за мировую корону Карпов — Корчной на Филиппинах (1978)
Центральный эпизод публичной карьеры Зухаря — помощь чемпиону мира Анатолию Карпову на историческом матче за звание чемпиона мира по шахматам в 1978 году на Филиппинах с претендентом, гроссмейстером-диссидентом Виктором Корчным. С 12-летним Карповым Зухарь познакомился в 1963 году. В книге «В далёком Багио» (1981) Карпов отмечал: «Отлично изучив меня, Зухарь мог уловить малейшие нюансы в изменении поведения за игрой, что говорило об усталости, нервозности, расхоложенности… Это важно было, чтобы дать потом свои рекомендации, как сидеть, как ходить, думать, наконец. Мы работали и дома. Он наблюдал за нашим анализом сыгранных партий и видел, в какие моменты игра моя была сильнее, а в какие — слабее… Психолог помогал мне советами, как разрядить, как отойти от длительного матчевого напряжения, отдохнуть, отвлечься, позаниматься физкультурой со специальным тренером по физической подготовке». По официальной советской версии, Зухарь в Багио работал над психологической устойчивостью Карпова, помогал ему бороться с бессонницей без приёма снотворного. Профессиональные навыки Зухаря состояли, в частности, в способности силой внушения приводить знаменитого пациента в сонливое состояние. Сам Зухарь видел основной своей задачей психофизиологическую поддержку Карпова, включая помощь в захвате психологической инициативы во время матча. Согласно более поздним свидетельствам Карпова, на матче в Багио Зухарь продемонстрировал несостоятельность в борьбе с бессонницей, которая охватила чемпиона мира на фоне спортивного стресса.
Как указывал Корчной в мемуарной книге «Антишахматы» (где Зухарю и его роли в команде Карпова посвящено в общей сложности около 7 страниц текста), в списке советской делегации, переданном на матче его организатору, вице-президенту ФИДЕ Флоренсио Кампоманесу, Зухарь упоминался как личный психиатр и психолог Карпова. Сам Корчной в книге охарактеризовал Зухаря как «известного в СССР специалиста в поддержании парапсихологической связи с космонавтами на орбите». Далее в книге Корчной, намекая, что в 1975 году Карпов получил звание чемпиона мира благодаря несостоявшемуся матчу с Р. Фишером, задаётся вопросом «Считает ли Карпов этичной свою попытку, используя услуги таинственного Зухаря, снова без борьбы стать чемпионом эдакого советского мира в шахматах?».
По воспоминаниям доктора медицинских наук, старшего научного сотрудника Авиакосмического института Министерства обороны СССР (Института авиационной медицины) и шахматного психолога Виктора Малкина (1923—2003), Зухарь «неожиданно для самого себя и для всех нас, его товарищей, стал всемирно известным человеком. О нём много писали в зарубежной прессе, говорили о „загадочном“ докторе Зухаре и у нас <в СССР>. Весьма примечательно, что именно шахматам, в которые Зухарь играть не умел, он всецело обязан своей, может быть, сомнительной славой». Сидевший в первых рядах зрительного зала Зухарь пытливо, настойчиво, «гипнотизирующе» смотрел на Корчного, что было зафиксировано корреспондентами на многих фотографиях. В западной прессе писали о «знаменитом экстрасенсе», «телепате-гипнотизёре» профессоре Зухаре, который оказывает вредное воздействие на Корчного, буравит его взглядом, мешает ему играть. С профессиональной точки зрения такое поведение доктора медицины его коллега и друг профессор Малкин назвал «откровенно неприличным».
На протест Корчного в апелляционное жюри матча в Багио по поводу личности и поведения Зухаря в зрительном зале, требование пересадить или удалить Зухаря из зала, последовал официальный ответ руководителя советской делегации Виктора Батуринского:
«Доктор медицинских наук, профессор Владимир Зухарь прибыл как член советской делегации, но он не официальное лицо, предусмотренное правилами матча, — писал В. Батуринский. — Профессор Зухарь — специалист в проблемах психологии и неврологии с многолетней практикой и безупречной профессиональной репутацией. На протяжении последних нескольких лет он консультировал чемпиона мира Карпова в сфере своей специальности… Присутствуя на матче в Багио, Зухарь внимательно изучает общее психологическое состояние чемпиона мира, то же во время игры, и одновременно, что не запрещается правилами, поведение его противника… Зухарь не нарушает никаких правил. Секундант Корчного Кин указывает, что само присутствие Зухаря в зале, его прикованный к Корчному взгляд беспокоит последнего. Кин также намекает на гипнотические способности Зухаря. Эти обвинения абсолютно недоказательны как с научной, так и фактической точки зрения… Такие жалобы на влияние сверхъестественных факторов в шахматной борьбе можно объяснить или нездоровой склонностью к преувеличениям, или желанием нарочно обострить атмосферу вокруг матча. В связи с этим мы вынуждены напомнить, что многие матчи с участием Корчного сопровождались скандальными ситуациями… Базируясь на вышеизложенном, мы считаем обвинения и подозрения в адрес Зухаря, также и требование определить его место в зале, в отличие от других зрителей, не говоря об его изгнании из зала — как беспочвенные и непристойные!»
В очерке журнала Коммерсантъ-Власть, опубликованном в 2006 году, утверждалось, что для Корчного парапсихолог Зухарь стал на матче в Багио «следующим врагом после Карпова». Приводится свидетельство Корчного: «Зухарь сидел возле самой сцены; все пять часов, не шевелясь. Было очевидно, что он ежедневно работает с Карповым, проводит гипнотические сеансы перед игрой. Я начал прятаться от Зухаря… Борьба с Зухарем продолжалась на протяжении всего матча. Мои люди старались отвлечь его внимание во время игры. В ответ советские усилили его охрану. Агенты КГБ не подпускали никого близко к Зухарю. Случайно во время 17-й партии недалеко от Зухаря расположился гражданин Гонконга с женой. Их затолкали гэбисты». Члены советской делегации возражали, что протесты Корчного по поводу поведения Зухаря, как и все остальные претензии претендента, не более чем уловка в стиле Фишера, «призванная выбить советского шахматиста из равновесия». Утверждалось, что задолго до эмиграции и матча в Багио, ещё на шахматных соревнованиях в СССР, Корчной много лет был знаком с Зухарем. По словам члена советской делегации Игоря Зайцева, хорошо знакомого с психологом, «искусство Зухаря — в воздействии на человека словом, но отнюдь не взглядом». Для противодействия Зухарю Корчной вызвал из Израиля парапсихолога Бергинера, а также использовал приглашённых в его команду по ходу матча йогов Викторию Шеппард и Стивена Двайера из секты «Ананда Марга». По воспоминаниям Корчного, когда сектанты в балахонах появились в зале, «закрыв лицо платком, вышел из зала Зухарь, за ним потянулись и другие члены советской группы».
По ходу матча в Багио Карпов, который во время партии сам имел привычку пристально смотреть в глаза сопернику, пожаловался на зеркальные очки: их, по его мнению, Корчной надел специально, чтобы мешать ему. Корчной возражал, что надел зеркальные очки, чтобы противодействовать Зухарю. При посредничестве апелляционного жюри соперники пришли к устному джентльменскому компромиссу, не оформленному документально: Корчной будет играть без очков, взамен этого Зухарь должен сидеть в зрительном зале не ближе восьмого ряда. После «дистанцирования» Зухаря Корчной неожиданно стал играть значительно сильнее, при счёте 5:2 он выиграл три партии и сравнял положение. Оставалось неясным, был ли спад в игре Карпова связан с перемещением Зухаря на восьмой ряд, либо чемпион мира сам не выдержал психологического давления и груза ответственности. Однако решающую, 32-ю партию, Корчной проиграл, а вместе с ней и шахматную корону. Поражение объяснил нарушением «джентльменского соглашения» о Зухаре: перед заключительной партией Корчной с раздражением вновь обнаружил в первых рядах пристально вглядывающегося в него доктора психологии. Из-за внезапного появления Зухаря Корчной перед пуском часов впал в ярость, долго препирался с арбитрами, однако ничего не добился, начал играть решающую партию в нервном, взвинченном состоянии и быстро оказался в проигрышном положении. Реагируя на обвинение в нарушении джентльменского договора о зеркальных очках и Зухаре, руководитель советской делегации Виктор Батуринский с усмешкой ответил: «Считайте нас не джентльменами».
Инцидент с психологом Зухарем, который по некоторым оценкам, повлиял на итог матча за шахматную корону Карпов — Корчной, нашёл отражение в художественном фильме «Чемпион мира», основанном на реальных событиях.

## Взгляды на нумерологию
Близко друживший с Зухарем доктор медицинских наук, специалист по космической медицине и шахматный психолог Виктор Малкин в своих воспоминаниях обращает внимание, что Зухарь верил в нумерологию, считал цифру 7 особой, магической, акцентировал, что её человек предпочитает другим. На основе своего обширного профессионального опыта и опросов Зухарь утверждал — вероятность того, что на просьбу о предпочтении из первых десяти цифр натурального ряда человек напишет или назовёт цифру 7, — более чем в два раза выше вероятности предпочтения любой другой цифры. Вследствие многократно подтверждённого его практикой наблюдения Зухарь внушал чемпиону мира по шахматам Анатолию Карпову установку, что семёрка — цифра победная, и шахматист должен с максимальным напряжением и до конца, бескомпромиссно на выигрыш играть партии 7, 17, 27-ю и т. д. Примечательно, отмечал профессор Малкин, что и Виктор Корчной в автобиографической книге «Антишахматы» ссылается на особые затруднения, которые он испытывал в матче с Карповым в Багио именно в этих по нумерации поединках — в 7-й партии Корчной едва спасся от проигрыша, а в 17-й и 27-й потерпел поражения. Данная установка Зухаря на «число предпочтения» действовала у Карпова и в последующих матчах на первенство мира. В первом матче с Гарри Каспаровым (1984) он выиграл 7-ю и 27-ю партии, в третьем (1986) — 17-ю, а в последнем их поединке (1990) — и 7-ю, и 17-ю.

## Личная жизнь
Жена — психолог Ирина Пушкина.

## Публикации
Некоторые публикации:
- «Опыт нейрофизиологического исследования гипнотического сна у человека» (1955, Зухарь)
- «К проблеме гипнопедии» (Вопросы психологии, 1964, Завалова Н. Д., Зухарь В. П., Петров Я. А.)
- Зухарь В. П., Каплан Е. Я., Максимов Ю. А., Пушкина И. П. «Опыт проведения коллективной гипнопедии» // Вопросы психологии. 1965. № 1. С. 143—148.
- Зухарь В., Пушкина И. Гипнопедия // «Наука и жизнь». 1964. № 4. C. 60—62.